# Joe Arridy
Joe Arridy – nach manchen Quellen fälschlicherweise Joseph Arridy – (* 29. April 1915 in Pueblo, Colorado; † 6. Januar 1939 in Cañon City, Colorado) war ein unschuldig zum Tode verurteilter und anschließend hingerichteter US-amerikanischer vermeintlicher Sexualstraftäter. Er soll 1936 die 15-jährige Dorothy Drain vergewaltigt und ermordet haben. Arridy wurde von der Polizei aufgrund seiner geistigen Behinderung zu einem falschen Geständnis manipuliert und war zum Zeitpunkt seiner Hinrichtung gerade 23 Jahre alt.
Schon früh waren viele Menschen von Arridys Unschuld überzeugt. Es bildete sich eine Gruppe mit den Namen Friends of Joe Arridy. Diese veranlasste 2007 die Errichtung eines Grabsteins auf seinem Grab. Sie erreichten ebenso eine Wiederaufrollung des Falls unter dem District Attorney David A. Martinez aus Denver, um eine staatliche Entschuldigung für die fälschliche Hinrichtung zu erwirken. Ein anderer Mann, Frank Aguilar, wurde zwei Jahre vor Arridys Hinrichtung für dieselbe Tat verurteilt und hingerichtet.
2011 wurde Arridy von Bill Ritter, dem damaligen Gouverneur von Colorado, posthum freigesprochen, und es wurde 72 Jahre nach seinem Tod eine bedingungslose Entschuldigung ausgesprochen. Ritter, der selbst einst District Attorney in Denver war, stellte dabei vor allem eine nachweisbare Schuld Arridys in Frage und bezog sich auf dessen falsches Geständnis. Dies war das erste Mal in der Geschichte von Colorado, dass ein Gouverneur nachträglich hinsichtlich einer fälschlichen Hinrichtung um Entschuldigung bat.

## Kindheit und Jugend
Arridy wurde 1915 in Pueblo, Colorado, als ältestes Kind der syrischen Immigranten Mary und Henry Arridy geboren. Seine Eltern waren auf der Suche nach Arbeit und sprachen kein Wort Englisch; zudem waren sie Cousins ersten Grades. Henry nahm einen Job im örtlichen Stahlwerk an.
In seinen ersten Lebensjahren sprach Arridy kaum. Nach einem Jahr auf der Elementary School meinte der Schulleiter, die Eltern sollen ihn nach Hause nehmen, da ihr Sohn lernunfähig sei. Ein paar Jahre später verlor der Vater den Job, sodass er Freunde um Hilfe für einen Platz für seinen behinderten Sohn bat. So kam Arridy mit zehn Jahren in die State Home and Training School for Mental Defectives in Grand Junction (Colorado), wo er elf Jahre lang lebte und zum Erwachsenen heranwuchs. Die Gutachter zu Hause ließen auch Arridys Familie mehrere psychologische Tests durchlaufen und kamen zu dem Schluss, dass seine Mutter Mary „wahrscheinlich geistig zurückgeblieben“ war und sein jüngerer Bruder George als „hochgradig beschränkt“ galt. Sowohl in seiner Nachbarschaft als auch in der Schule wurde er häufig schlecht behandelt und von seinen Altersgenossen geschlagen. Im Jahr 1929 wurde Arridy in Pueblo erneut sexuell angegriffen, als eine Gruppe Jugendlicher ihn zwang, Oralsex bei ihnen durchzuführen, was zu seiner erneuten Einweisung führte. Er verließ die Schule und sprang auf Güterzüge, um die Stadt zu verlassen. So landete er im Alter von 21 Jahren Ende August 1936 im Bahnhof von Cheyenne, Wyoming.

## Verbrechen, Verurteilung und Hinrichtung
Am 14. August 1936 wurden zwei Mädchen aus der Drain-Familie im Schlaf zuhause in Pueblo, Colorado, angegriffen. Beide, die 15-jährige Dorothy Drain und ihre 12-jährige Schwester Barbara, wurden von einem unbekannten Eindringling mit einer Klingenwaffe, wahrscheinlich einem Beil, niedergeknüppelt. Dorothy wurde ebenfalls vergewaltigt. Sie starb durch die Attacke, während ihre jüngere Schwester überlebte.
Arridy wurde knapp zwei Wochen später am 26. August 1936 zufällig in Cheyenne (Wyoming) verhaftet, weil er illegal auf Bahngleisen entlang wanderte. George Carroll, der Sheriff des Laramie County, hatte kurz zuvor eine großflächige Suchaktion nach dem Mörder im Verbrechen an den Drain-Geschwistern gestartet. Als Arridy im Verhör berichtete, dass er per Zug zunächst durch Pueblo gereist und aus einem aus Richtung Grand Junction (Colorado) kommenden Zug ausgestiegen war, begann Carroll ihm Fragen zum Drain-Fall zu stellen. Carroll sagte, Arridy habe die Tat gestanden.
Als Carroll Polizeichef Arthur Gandy aus Pueblo über  Arridy berichtete, erklärte dieser ihm, man habe bereits einen Hauptverdächtigen verhaftet: Frank Aguilar, einen Arbeiter der Works Progress Administration aus Mexiko. Aguilar hatte für den Vater der Drain-Schwestern gearbeitet und war kurz vor dem Verbrechen gefeuert worden. In seinem Haus war eine Axt gefunden worden. Sheriff Carroll meinte, dass Arridy ihm mehrfach geschildert habe, „mit einem Mann namens Frank“ am Tatort gewesen zu sein. Aguilar gestand später die Tat ebenfalls und erklärte, Arridy niemals gesehen oder gesprochen zu haben. Er wurde für die Vergewaltigung und Ermordung an Dorothy Drain schließlich zum Tode verurteilt und am 13. August 1937 im Colorado State Penitentiary hingerichtet.
Nachdem man ihn nach Pueblo gebracht hatte, gestand Arridy die Tat abermals.
Im Gerichtsprozess plädierte Arridys Anwalt auf dessen geistige Beeinträchtigung, um sein Leben zu schützen. Arridy wurde aber von drei unabhängigen Psychiatern als zurechnungsfähig eingeschätzt; ihm wurde lediglich eine Behinderung zugestanden. Sie stellten bei ihm einen IQ von 46 fest, womit er das Gehirn eines sechsjährigen Kindes hatte. Sie erklärten, dass er unfähig sei, zwischen „Richtig und Falsch“ zu unterscheiden und unfähig sei, eine Tat mit krimineller Intention auszuführen.
Arridy war verdächtigt, weil er eine Falschaussage gemacht hatte. Studien haben seither immer wieder gezeigt, dass geistig beeinträchtigte Menschen eher dazu neigen, aus Angst oder Überforderung mit einer Situation Falschaussagen zu machen. Es gab keinen physischen Beweis für seine Tat. Barabara Drain hatte zudem dargestellt, dass Arridy nicht am Tatort war, sondern Aguilar. Sie konnte Aguilar identifizieren, weil er für ihren Vater arbeitete. Arridy kannte sie nicht einmal.

## Berufung
Rechtsanwalt Gail L. Ireland, der später zum Colorado Attorney General und Colorado Water Commissioner gewählt und vereidigt wurde, wurde nach Arridys Verurteilung sein Verteidiger. Obwohl Ireland diverse Verschiebungen der Hinrichtung erwirken konnte, war er unfähig, die Verurteilung zu vereiteln. Dabei betonte er immer wieder, dass Aguilar alleine agiert hatte und medizinische Experten Arridys mentale Einschränkungen attestierten. Ireland sagte auch, dass Arridy nicht mal in der Lage gewesen sei, zu verstehen, was eine Hinrichtung bedeutet. Arridys Exekution wurde neunmal herausgezögert, und es gab mehrere Petitionen dagegen, aber alle Versuche, sie zu verhindern, scheitern.

## Ablauf der Hinrichtung
Als Arridy während des Berufungsverfahrens in der Todeszelle festgehalten wurde, spielte er oft mit einem Spielzeugzug, den ihm der Gefängniswärter Roy Best gegeben hatte.  Der Wärter sagte, dass Arridy „der glücklichste Gefangene in der Todeszelle“ war. Sowohl die Insassen als auch die Wachen mochten ihn und behandelten ihn gut. Best wurde einer von Arridys Unterstützern und schloss sich den Bemühungen an, sein Leben zu retten; er soll sich „wie um einen Sohn“ um Arridy gesorgt und ihn stetig beschenkt haben. Vor Arridys Hinrichtung sagte Best: „Er wusste wahrscheinlich nicht einmal, dass er sterben würde, er saß einfach glücklich da und spielte mit einem Spielzeugzug, den ich ihm gegeben hatte.“
Für sein letztes Mahl bat Arridy um Eiscreme. Als er zu seiner bevorstehenden Hinrichtung befragt wurde, zeigte er „blanke Verwirrung“. Er verstand die Bedeutung der Gaskammer nicht und sagte dem Wärter: „Nein, nein, Joe wird nicht sterben.“ Bevor er zur Kammer gebracht wurde, hatte Arridy angeblich sein Eis nicht aufgegessen und bat darum, dass der Rest in den Kühlschrank gestellt wird, damit er es später essen könne, ohne zu verstehen, dass er bald hingerichtet und nicht zurückkehren würde. Er lächelte, als er in die Gaskammer geführt wurde. Kurzzeitig wurde er nervös, beruhigte sich aber, als der Wärter seine Hand ergriff. Mitglieder der Opferfamilie waren nicht bei der Hinrichtung anwesend. Roy Best wurde beobachtet, wie er während der Hinrichtung weinte und bei Teller Ammons, Gouverneur von Colorado, flehte, Arridys Urteil kurz vor der Hinrichtung doch noch umzuwandeln. Ammons weigerte sich jedoch, Arridys Verurteilung umzuwandeln oder ihn zu begnadigen. Nur wenige Tage nach Arridys Hinrichtung schied Ammons aufgrund eines Abhörskandals am 10. Januar 1939 aus seinem Amt aus.

## 2011: posthume Entschuldigung und Begnadigung
Der Fall von Arridy erhielt neue Aufmerksamkeit im Zuge von Forschungen, die gerechte Verhöre und Geständnisse sicherstellen sollen. Zusätzlich urteilte der Oberste Gerichtshof der USA, dass die Todesstrafe für verurteilte Personen, die geistig behindert sind, verfassungswidrig ist. Eine Gruppe von Unterstützern gründete die gemeinnützige Organisation Friends of Joe Arridy und bemühte sich nun darum, seinem Fall neue Anerkennung zu verschaffen. Im Jahr 2007 ließen sie zudem einen Grabstein für sein Grab anfertigen.
Der Anwalt David A. Martinez wurde involviert und verließ sich auf Robert Perskes Buch über Arridys Fall sowie anderer Materialien, die von den Friends of Joe Arridy gesammelt worden waren. Er ergänzte auch Informationen aus seinen eigenen Recherche, um ein 400-seitiges Gnadengesuch für Gouverneur Bill Ritter, einem ehemaligen Bezirksstaatsanwalt in Denver, vorzubereiten. Basierend auf den Beweisen und anderen Überprüfungen gewährte Ritter Arridy 2011 eine vollständige und bedingungslose Begnadigung, indem er sagte: „Die Begnadigung von Joe Arridy kann dieses tragische Ereignis in der Geschichte von Colorado nicht ungeschehen machen. Es liegt jedoch im Interesse der Gerechtigkeit und der Vernunft, seinen guten Namen wiederherzustellen.“

## Vermächtnis
Im Juni 2007 versammelten sich etwa 50 Unterstützer von Arridy zur Einweihung eines Grabsteins, den sie für sein Grab auf dem Woodpecker Hill in Cañon City, Colorado, nahe dem Bundesgefängnis im Greenwood Cemetery in Auftrag gegeben hatten.

## Rezeption des Falls
- Arridy war Thema des 1944 erschienen Gedichts „The Clinic“ von Marguerite Young.[6]
- Robert Perske schrieb das Buch Deadly Innocence? (1964/zweite Auflage 1995) über Arridys Fall, nachdem er über Jahre hinweg ähnliche Fälle untersucht hatte. Er hatte Young vor ihrem Tod aufgespürt.[6] Sein Buch behandelt auch diverse andere Fälle, bei denen behinderte und geistig eingeschränkte Menschen vom Justizsystem unrechtmäßig verurteilt wurden.[13]
- 2007 bis 2008 kündigten die Produzenten Max und Micheline Keller sowie George Edde gemeinsam mit den Drehbuchautoren Yvonne Karouni und Dan Leonetti ihre Pläne an, einen Film über Joe Arridy and Gail Ireland mit dem The Woodpecker Waltz zu produzieren.[6] Leonetti gewann für sein Skript den New York Screenwriting Award.
- Terri Bradt schrieb eine Biographie über ihren Großvater, Gail Ireland: Colorado Citizen Lawyer (2011).[15] Sie war stolz auf dessen Einsatz für Arridy und arbeite mit Freunden und Freundinnen daran, den Fall überregional publik zu machen.